# منى محمود نجاد
ولدت منى محمود نجاد في العاشر من أيلول عام 1965، وكانت فتاة إيرانية تنتمي إلى الديانة البهائية. في الثامن عشر من حزيران عام 1983، نفذت السلطات الإيرانية حكم الإعدام بحقها شنقاً في مدينة شيراز، إلى جانب تسع نساء بهائيات أخريات، وذلك لمجرد انتمائهن للعقيدة البهائية.
واجهت منى وزملاؤها اتهامات متنوعة شملت "تضليل الأطفال والشباب" و"الانتماء للصهيونية"، حيث استندت التهمة الأخيرة إلى وجود المركز البهائي العالمي في إسرائيل. وقد جاءت هذه الإدانة في سياق حملة قمعية منهجية تعرض لها أتباع الديانة البهائية في إيران خلال تلك الفترة.
كانت منى تبلغ من العمر 17 عاماً فقط حين أُعدمت، مما يجعلها واحدة من أصغر ضحايا الاضطهاد الديني في تاريخ إيران الحديث. ولا تزال قضيتها تثير استنكاراً دولياً حتى اليوم كرمز للظلم والتمييز الديني.
تأسست مؤسسة "مونا" غير الربحية عام 2001 لتكريم ذكرى منى محمود نجاد، وتُعنى المؤسسة بشكل رئيسي بتعزيز تعليم الفتيات وتنميتهن.

## طفولتها
وُلِدَت منى محمود نجاد في العاشر من أيلول عام 1965، لوالديها يد الله وفرخنده محمود نجاد. وقد غادر الوالدان مسقط رأسها في إيران ليقوما بتدريس الدين في جنوب غرب اليمن، الذي كان آنذاك جزءاً من اتحاد جنوب الجزيرة العربية.
في عام 1969، قامت حكومة اليمن الجنوبي بترحيل جميع الأجانب، مما اضطر عائلة محمود نجاد للعودة إلى إيران. قضت العائلة عامين في أصفهان، تلاها ستة أشهر في كرمانشاه، ثم ثلاث سنوات في تبريز، قبل أن تستقر أخيراً في شيراز عام 1974. خلال هذه الفترة، عمل والدها في صيانة الأجهزة الصغيرة، بينما كرس وقته أيضاً لخدمة المجتمع البهائي عبر المشاركة في عدة هيئات إدارية تابعة للديانة البهائية.

## الاعتقال والحكم والإعدام
شهد اضطهاد البهائيين في إيران تصاعداً ملحوظاً بعد قيام الثورة الإسلامية عام 1979، حيث بلغ ذروته في مساء الثالث والعشرين من تشرين الأول عام 1982، عندما اقتحم أربعة عناصر من الحرس الثوري - بتنفيذ أوامر المدعي العام في شيراز - منزل عائلة محمود نجاد. قام المسلحون بتفتيش المنزل بحثاً عن مواد بهائية، ثم اعتقلوا منى ووالدها بعد نهب ممتلكاتهم. نُقل المعتقلون معصوبي الأعين إلى سجن سبه في شيراز، حيث احتُجز الأب لمدة 38 يوماً في قسم منفصل عن ابنته.
وفي التاسع والعشرين من تشرين الثاني عام 1982، نُقلت منى برفقة خمس نساء بهائيات أخريات من سجن سيباه إلى سجن عادل آباد في شيراز أيضاً، في سلسلة من الإجراءات التي تعكس سياسة النظام تجاه أتباع هذه الديانة.
بعد فترة من الاحتجاز، نُقلت منى إلى المحكمة الثورية الإسلامية حيث خضعت للتحقيق قبل إعادتها إلى السجن. وبعد أيام قليلة، استُجوبت مرة أخرى أمام القاضي الشرعي.
خلال هذه التحقيقات، تعرضت لتعذيب ممنهج شمل الجلد على باطن قدميها بالكابل. وفي النهاية، أصدرت المحكمة حكمها بالإعدام شنقاً بحقها بناءً على تهم ملفقة، لتكون واحدة من ضحايا الحملة القمعية ضد البهائيين في إيران.
في ليلة الثامن عشر من حزيران عام 1983، نُفذ حكم الإعدام شنقاً بحق منى وتسع نساء بهائيات أخريات في ملعب بولو القريب، رغم نداءات العفو الدولية التي تقدم بها الرئيس الأمريكي رونالد ريغان.
شُنتق مع منى محمود نجاد تسع نساء بهائيات أخريات، وهن:
- نصرت يالداي، 54 عامًا.
- عزت جنامي اشراقي 50 عاما.
- رؤيا إشراقي، 23 عاماً، ابنة عزت.
- طاهرة أرجوماندي سيافاشي، 30 عامًا.
- زارين مقيمي، 28 سنة.
- شيرين دالوند، 25 عامًا.
- أختر ثابت، 25 عامًا.
- سيمين صابري ، 24 سنة.
- مهشيد نيروماند، 28 عامًا.في أيلول عام 2007، أصدر مركز توثيق حقوق الإنسان في إيران تقريراً مفصلاً يتناول قضية إعدام البهائيات العشر، وذلك ضمن سلسلة دراسات الحالة التي يعتمدها المركز لتوثيق انتهاكات حقوق الإنسان في البلاد.

## التصوير
تُعد قصة منى محمود نجاد مصدر إلهام للعديد من الأعمال الفنية. فقد أبدع الموسيقي دوج كاميرون فيلماً موسيقياً بعنوان "منى مع الأطفال" عام 1985، مستوحىً من قصتها المأساوية. حقق العمل نجاحاً ملحوظاً، حيث احتل المرتبة 14 في قوائم الأغاني الكندية الشعبية خلال الأسبوع التاسع عشر من تشرين الأول 1985.
ساهم هذا العمل الفني بشكل كبير في تسليط الضوء على معاناة البهائيين في إيران، حيث انتشر الفيديو الموسيقي على نطاق واسع، مما ساعد في لفت انتباه المجتمع الدولي إلى سياسات الاضطهاد الممنهج التي يتعرض لها أتباع هذه الديانة.
تناولت قصة منى محمود نجاد عبر عدة أعمال فنية متميزة:
- مسرحية "فستان مونا" التي جسدت سيرتها بشكل درامي.[3]
- فيلم "حلم مونا" للمخرج جاك لينز، الذي بدأ إنتاجه عام 2008 وحصل على جائزة عام 2010.[11]
- ظهور صورتها في الفيلم الوثائقي "إخماد النور" (Quenching The Light) للمخرج ميثاق كاظمي.

## الملاحظات
1. 1 2  Affolter، Friedrich W. (2005). "The Specter of Ideological Genocide: The Baháʼís of Iran" (PDF). War Crimes, Genocide and Crimes Against Humanity. ج. 1 ع. 1: 59–89. مؤرشف من الأصل (PDF) في 2007-11-27.
2. ↑  "Iran reportedly executes 16 Baha'is in secret". The New York Times. Reuters. 20 يونيو 1983.
3. 1 2  Mullins، Sandy (2007). "Mona Mahmudnizhad". Bella Online. مؤرشف من الأصل في 2025-02-22. اطلع عليه بتاريخ 2007-09-25.
4. ↑  NOEL GRIMA (August 3, 2008) 'Mona's Dream' may be directed by Mario Philip Azzopardi, perhaps not in Malta نسخة محفوظة March 1, 2012, على موقع واي باك مشين., The Malta Independent
5. 1 2 3 4 5  The Story of Mona: 1965–1983. Thornhill, Canada: Baháʼí Canada Publications. 1985. مؤرشف من الأصل في 2025-01-12.
6. ↑  "Discrimination against religious minorities in Iran" (PDF). fdih.org. International Federation for Human Rights. 1 أغسطس 2003. مؤرشف من الأصل (PDF) في 2025-04-04. اطلع عليه بتاريخ 2006-10-20.
7. ↑  Mullins، Sandy (2007). "Mona Mahmudnizhad". Bella Online. مؤرشف من الأصل في 2025-02-22. اطلع عليه بتاريخ 2007-09-25.
8. ↑  "Iran reportedly executes 16 Baha'is in secret". The New York Times. Reuters. 20 يونيو 1983.
9. ↑  ""Pop Annual 1955–1999: Sixth Edition" for October, 1985". مؤرشف من الأصل في 2002-11-12. اطلع عليه بتاريخ 2007-09-25.
10. ↑  Affolter، Friedrich W. (2005). "The Specter of Ideological Genocide: The Baháʼís of Iran" (PDF). War Crimes, Genocide and Crimes Against Humanity. ج. 1 ع. 1: 59–89. مؤرشف من الأصل (PDF) في 2007-11-27.
11. ↑  "Lenz - entertainment - imagine create experience". مؤرشف من الأصل في 2025-01-06.

## الروابط الخارجية
- موقع لمسرحية فستان منى ، وهي مسرحية عن منى محمود نجاد
- معلومات أساسية وكلمات أغنية منى مع الأطفال ، وهي أغنية عن منى محمود نجاد